# Береза Роман Віталійович
Рома́н Віта́лійович Бере́за (нар. 9 квітня 1988 с. Запорізьке Софіївського району Дніпропетровської області — пом.11 серпня 2014 Іловайськ Донецької області) — старший солдат 40-го батальйону територіальної оборони «Кривбас» Збройних сил України, учасник російсько-української війни.

## Життєвий шлях
Народився 1988 року в селі Запорізьке (Софіївський район, Дніпропетровська область). Батько працював механізатором в місцевому колгоспі; мама — техпрацівником. Закінчив Запорізьку ЗОШ, Криворізький металургійний ліцей. Відслужив строкову службу в лавах ЗСУ.
У часі війни — стрілець-помічник гранатометника, 40-й батальйон територіальної оборони «Кривбас».
11 серпня 2014-го зник безвісти. Під час боїв за Іловайськ підрозділи батальйону «Кривбас» діяли спільно з батальйоном «Азов», існує можливість, що був з бійцем Іваном Романовим «Маджахедом» (батальйон «Азов»), котрий на БМП прикривав відступ поранених товаришів. Тіло Романа було знайдено пошуковцями місії «Евакуація-200» у безіменній могилі в селі Грабське Амвросіївського району 28 вересня 2014-го на території птахоферми. Там же знайдено тіло міліціонера батальйону патрульної служби міліції особливого призначення «Азов» Івана Романова.
Вдома залишилися батьки Антоніна Петрівна і Віталій Іванович Берези, дружина та дві сестри (в інших джерелах — брат). Станом на липень 2015 року тривав остаточний етап експертизи ДНК. Похований у селі Запорізьке.

## Нагороди та вшанування
За особисту мужність і героїзм, виявлені у захисті державного суверенітету та територіальної цілісності України, вірність військовій присязі під час російсько-української війни
- нагороджений орденом «За мужність» III ступеня (04.06.2015, посмертно)
- Медаль «Захиснику Вітчизни» (посмертно)[1]
- у Запорізькій ЗОШ відкрито меморіальну дошку Романові Березі
- медаль УПЦ КП «За жертовність і любов до України» (посмертно)
- «Іловайський Хрест» (посмертно)
- відзнака 40-го батальйону «Мужність. Честь. Закон.» (посмертно)
- його портрет розміщений на меморіалі «Стіна пам'яті полеглих за Україну» в Києві: секція 2, ряд 2, місце 32.